# Ivona Krajčovičová
Ivona, někdy uváděná Yvona Krajčovičová (* 6. května 1960, Bratislava, Slovensko) je slovenská herečka.
Do povědomí diváků se dostala především ztvárněním jedné z hlavních postav osmidílného televizního seriálu Povstalecká historie.

## Filmografie
- 1983 Výlet do mladosti (Valika)
- 1984 Co je vám, doktore? (Tereza)
- 1985 Jako jed (Julka Tomčányová)
- 1986 Antonyho šance (Květa)
- 1986 Zakázané uvolnění (Ivona)
- 1987 Hody (Renáta Krajáčová)